# متی پیرسون
متی پیرسون (انگلیسی: Matty Pearson؛ زادهٔ ۳ اوت ۱۹۹۳) بازیکن فوتبال اهل بریتانیا است.
از باشگاه‌هایی که در آن بازی کرده‌است می‌توان به باشگاه فوتبال بلکبرن روورز، تیم سی فوتبال ملی انگلیس، باشگاه فوتبال هالیفاکس تاون، باشگاه فوتبال آکرینگتون استنلی، باشگاه فوتبال لوتون تاون، باشگاه فوتبال لینکولن سیتی، و باشگاه فوتبال روچدیل اشاره کرد.
وی همچنین در تیم‌های ملی فوتبال زیر ۱۸ سال انگلستان و تیم سی فوتبال ملی انگلیس بازی کرده‌است.